# Wamokia placerna
Wamokia placerna är en mångfotingart som beskrevs av Chamberlin 1941. Wamokia placerna ingår i släktet Wamokia och familjen Xystodesmidae. Inga underarter finns listade i Catalogue of Life.